# 荒城川神社
荒城川神社（あらきがわじんじゃ）は、岐阜県高山市丹生川町（旧・大野郡丹生川村）に鎮座する神社。

## 概要
創建時期は不詳。慶長年間に茂住宗貞（後の金森宗貞）がこの地に金鉱山（森部金山）を開発したさい、守護神として郷里（越前国大野）の白山大神の分霊を勧請し、白山神社として創建したという。
1909年（明治42年）に森部地内の稲荷神社、伊太祁曽神社、秋葉神社を合祀。同時に白山神社から荒城川神社に改称する。

## 祭神
- 菊理姫命
- 伊弉諾尊
- 伊弉冉尊
- 倉稲魂神
- 五十猛神
- 火結神